# Oratorio di San Pietro (Monzambano)
Appartenente alla Parrocchia di san Michele Arcangelo in Monzambano, diocesi di Mantova, l'oratorio di San Pietro, con la sua semplice facciata con tetto a capanna, svetta sopra un'altura da cui si domina un tipico paesaggio collinare, lungo la omonima strada.
Nominata nella visita pastorale del 1541, la chiesa conserva un notevole altare in marmo, decorato con motivi geometrici, che riporta gli stemmi della comunità di Monzambano.
Molto interessante l'affresco alle spalle dell'altare con la figura di Gesù al centro tra i santi Pietro e Paolo, e nelle nicchie laterali san Michele e san Bartolomeo, titolare e patrono della parrocchia di Monzambano..